# ماريوس نايدينوف
ماريوس نايدينوف (بالبلغارية: Мариус Найденов)‏ هو لاعب كرة قدم بلغاري في مركز الوسط، ولد في 10 يوليو 1994 في هاسكوفو في بلغاريا. لعب مع FC Haskovo ‏.

## وصلات خارجية
- ماريوس نايدينوف على موقع قاعدة بيانات كرة القدم.إي يو (الإنجليزية)
- ماريوس نايدينوف على موقع Soccerway.com (الإنجليزية)